# Sumo paint
為芬蘭Snap Group Ltd.所開發的免費影像編輯應用程式，可供使用者在網路上及個人電腦建立、編輯圖像並且存檔。該程式透過瀏覽器直接提供影像處理工具。Sumo Paint於2008年夏天第一次發佈測試版本，而1.0版發佈於2009年2月。
集合所有影像處理及繪圖軟體的特色。其基本功能是該程式提供工具做影像處理的需求。

## 社群
Sumopaint.com提供社群網路，為其不可或缺的服務。來自200多個國家的使用者分享社群網路上的照片和圖像，並且發表作品，以及評論。

## Sumo Paint Pro
Sumo Paint还提供基于Adobe AIR的可以下载的专业版软件。

## 外部連結
- Sumo Paint（页面存档备份，存于）